# Refúgium
A refúgium latin eredetű szó. Általános jelentései:
- menedék, végső segély,
- illetve menedékhely.

Speciális, a biológiában használatos jelentése ez utóbbiból alakult ki: olyan, foltszerű, a környezetétől elütő adottságú élőhely, amelyben a környezeti viszonyok megváltozása miatt extrazonális helyzetbe került élőlények meghúzhatják magukat. Az ilyen, többnyire kis populációk gyakran teljesen elszigetelődtek a faj esetleges távoli, nagy állományaitól és idővel új fajokká fejlődhetnek. Többségük azonban nem elég alkalmazkodóképes ahhoz, hogy a refúgiumon kívül is el tudjon terjedni, ezért az ilyen fajokat gyakran konzervatív reliktumoknak nevezik.
A refúgiumok többsége korábbi földtörténeti korok éghajlati viszonyait őrizte meg, kisebb részük edafikus tényezők hatására alakult ki. 
Magyarországon a refúgiumok két típusát a pleisztocén eljegesedés és az utána következő felmelegedés alakította ki:
- a hidegkedvelő élőlények menedékhelyei az ún. jégkorszaki refúgiumok (főként északi lejtőkön);
- a jégkorszak előtti, melegebb éghajlat élővilágát az ún. harmadidőszaki refúgiumok őrzik (főként déli lejtőkön).

A visszaszorult (reliktum) élőlények számára kedvezőtlen viszonyok megszűntével azok a refúgiumokból terjednek szét: ez a folyamat a (biológiai) invázió.